# Усадьбы Карвацианов и Гладышев (музей)
Музей «Усадьбы Карвацианов и Гладышев» (пол. Muzeum Dwory Karwacjanów i Gładyszów) — музей, находящийся в городе Горлице Малопольского воеводства, Польша. В состав музея входит несколько филиалов, находящихся в разных населённых пунктах Горлицкого повята. Администрация музея находится в городе Горлице в галерее искусства «Усадьба Карвацианов». В своей деятельности музей уделяет особое внимание материальной и духовной культуры лемков, польской этнографической группе погорян и польских евреев.

## История
В начале 1983 года в Горлице была основана художественная галерея, которой выделили здание бывшей усадьбы шляхетского рода Карвацианов. В отремонтированном здании были оборудованы выставочный зал площадью 80 квадратных метров и в нескольких комнатах размещена администрация галереи и хранилище музейных экспонатов. Торжественное открытие галереи состоялось в апреле 1983 года. В этот день была представлена первая выставка, демонстрирующая картины художника Казимира Твардовского.
В конце XX века музею были переданы Шимибаркский замок и грекокатолическая церковь святых Космы и Дамиана. В начале XXI века музеем был основан музей под открытым небом «Погорянская деревня». 31 октября 2009 года в бывшем лемковском селе Лосе музеем была открыта экспозиция, демонстрирующая кустарное производство различных мазей из дёгтя, которым занимались местные жители.
27 мая 2010 года был открыт музей под открытым небом «Погорянская деревня».
В 2010 году возле Шимбаркского замка на месте разрушенной в начале XX века усадьбы Сенковских была размещена перевезённая из Горлиц усадьба, датируемая 1920 годом.

## Деятельность музея
Целью музея является сбор, сохранение музейных экспонатов, связанных этнографией, историей, материальной и духовной культуры жителей Горлицкого повята. Музей занимается консервацией архитектурных и памятников народного зодчества лемков и погорян. Музей владеет собственным издательством, которое издаёт краеведческую литературу.

## Филиалы
- Галерея искусств «Усадьба Карвацианов»;
- Шимбаркский замок;
- Музей погорянской деревни — музей под открытым небом;
- «Кустарное производство дёгтя» в селе Лосе;
- Церковь Святых Космы и Дамиана в селе Бартне.

## Галерея

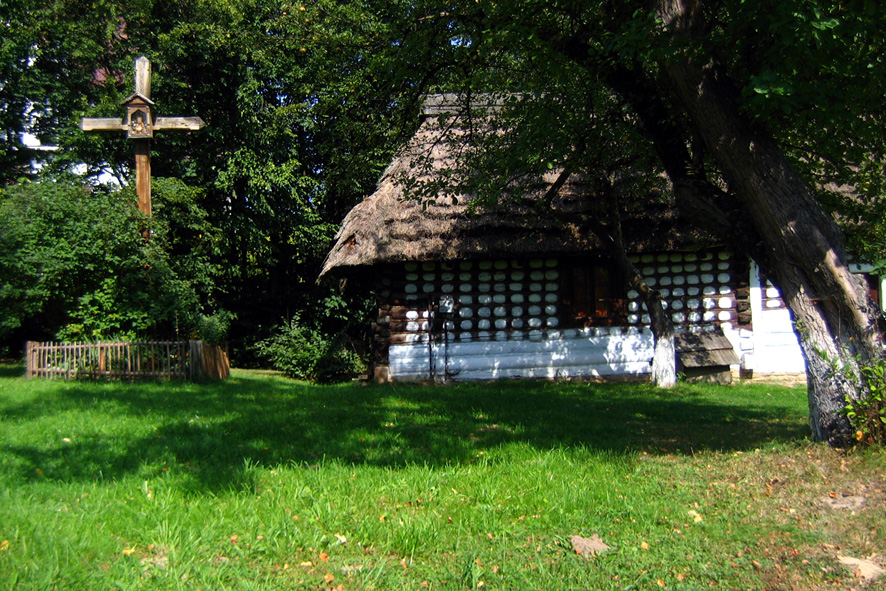
Музей погорянской деревни
Церковь святых Космы и Дамиана
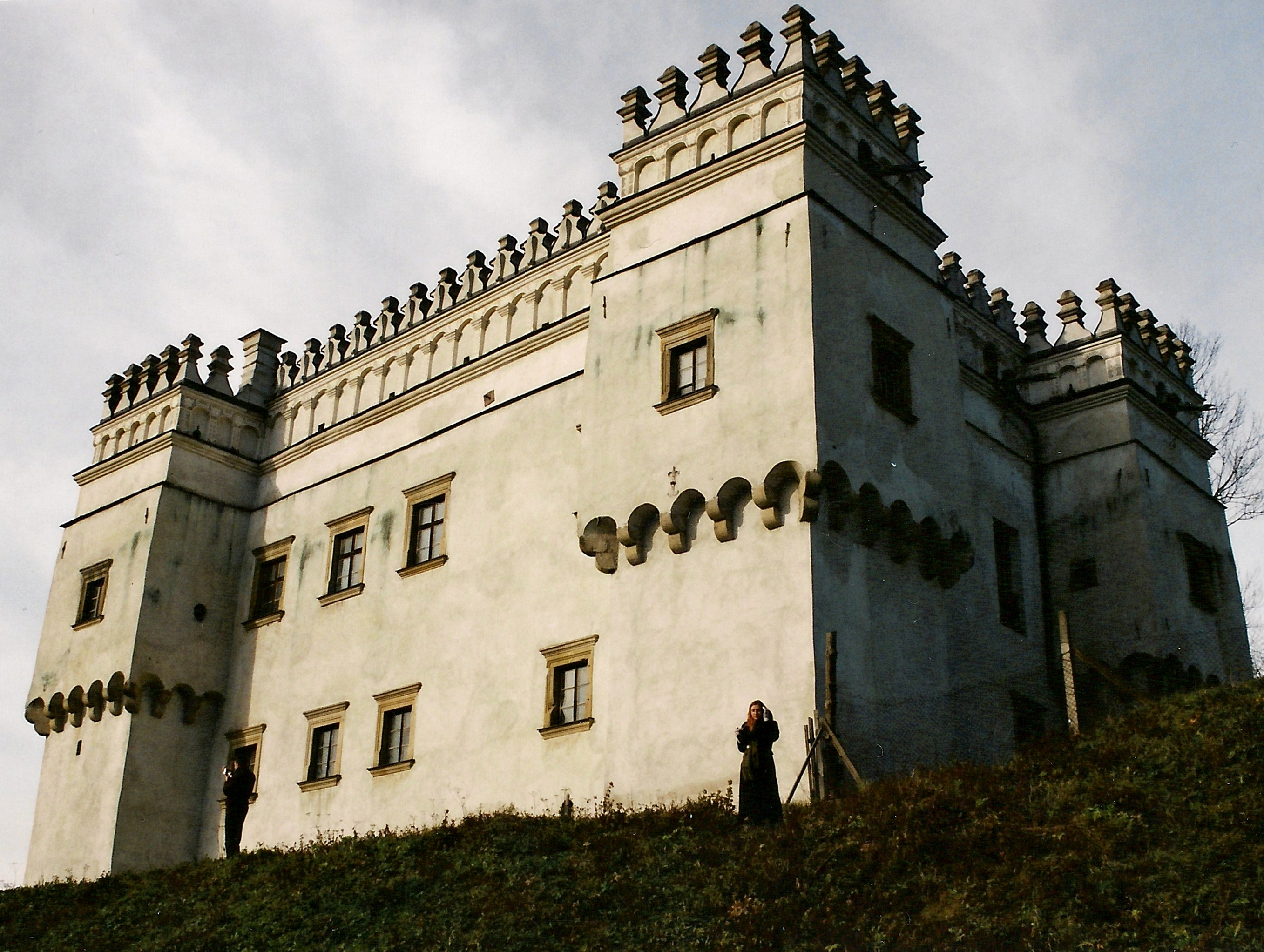
Шимбаркский замок